# 哈尔乌斯湖
哈爾烏蘇湖（Хар-Ус нуур），又译为哈尔乌斯湖，意为“黑水湖”，是位于蒙古国科布多省的一个淡水湖，由泰诺哈拉依赫河连接西部的哈尔湖，再通过扎布汗河注入艾拉格湖,并最终流入吉尔吉斯湖。湖区面积1852平方公里，其中水面约1500平方公里，主要支流为科布多河。